# هيو بولتون
هيو بولتون هو لاعب هوكي الجليد كندي، ولد في 15 أبريل 1929 في تورونتو في كندا، وتوفي في 17 أكتوبر 1999.

## وصلات خارجية
- هيو بولتون على موقع دوري الهوكي الوطني (الإنجليزية)
- هيو بولتون على موقع قاعة مشاهير الهوكي (لاعب أن.إتش.أل) (الإنجليزية)
- هيو بولتون على موقع EliteProspects.com (الإنجليزية)
- هيو بولتون على موقع HockeyDB.com (الإنجليزية)
- هيو بولتون على موقع Hockey-Reference.com (الإنجليزية)